# Элуватингал, Роза
Ро́за Элуватингал-Херпукарам или Евфра́сия Святе́йшего Се́рдца Иису́са (англ. Euphrasia of the Sacred Heart of Jesus, 17 октября 1877, Каттур, Британская Индия — 29 августа 1952, Оллур, Траванкор-Кочин) — святая Римско-католической церкви, монахиня Конгрегации Сестер Матери Кармеля (CMC).

## Биография
Роза Элуватингал-Херпукарам родилась 7 октября 1877 года в Каттур в Керале в Индии в семье сиро-католиков (малабарцев) Антония и Куньети Элуватингал-Херпукарам. В 9 лет ей явилась Богоматерь, благословив на осуществление монашеского призвания. Через три года она поступила в интернат в Кунаммаву, основанный блаженным Куриакосом Элиасом Чавара, в котором получила начальное образование.
Вскоре духовником Розы стал Мар-Иоанн Меначери — первый епископ Сиро-Малабарской католической церкви в Триссур и основатель монастыря терциарных кармелиток в Амбазакаде. Под его духовным руководством она окончательно приняла решение следовать своему призванию.
Роза отказалась от замужества и 9 мая 1897 года, преодолев сопротивление со стороны отца, вступила в монастырь Конгрегации Сестер Матери Кармеля, где на следующий день приняла монашеское облачение и новое имя Евфрасии Святейшего Сердца Иисуса. У неё было слабое здоровье, из-за чего настоятельница думала отказать ей в постриге. Но 10 января 1898 года она принесла временные, а 24 мая 1900 года — вечные монашеские обеты.
В монастыре в Оллур, куда её перевели, Евфрасия в течение девяти лет несла послушание наставницы новиций. С 1913 по 1916 год она была настоятельницей в этой обители. За особый дар молитвы местные жители прозвали её «матерью молитвы», а сёстры — «скинией», так как рядом с ней постоянно чувствовали присутствие благодати.
Евфрасия Святейшего Сердца Иисуса скончалась в монастыре в Оллур 29 августа 1952 года.

## Прославление
Почитание Евфрасии началось сразу после смерти. В 1987 году был начат епархиальный процесс по её канонизации. С 1990 года мощи Евфрасии находятся в часовне монастыря в Оллур. 5 июля 2002 года она была объявлена достопочтенной. 3 декабря 2006 года Варки Витхаятхил — архиепископ Триссура по благословению папы Бенедикта XVI объявил о причислении её к лику блаженных. 23 ноября 2014 года папа Франциск причислил её к лику святых.
День памяти — 29 августа.